# Mondonville (Alto Garona)
Mondonville (em occitano:  Mondonvila) é uma comuna francesa na região administrativa da Occitânia, no departamento do Alto Garona. Estende-se por uma área de 11.89 km², com 4.850 habitantes, segundo o censo de 2018, com uma densidade de 410 hab/km².